# Javier Baena Preysler
Javier Baena Preysler (n. 1961) es un arqueólogo e historiador español, que compagina su actividad como investigador con su labor como docente y divulgativa, siendo catedrático de Prehistoria de la Universidad Autónoma de Madrid.

## Trayectoria
Especialista en tecnología lítica, sus líneas de investigación están centradas, fundamentalmente, en el estudio de la época paleolítica en la península ibérica. Por otro lado, ha llevado a cabo investigaciones acerca de la aplicación de SIG a la Arqueología. Además, es un experto en Talla lítica experimental, habiendo publicado en diversas revistas de impacto mundial, como la British Archaeological Reports, e incluso editado su propia revista, el Boletín de Arqueología Experimental de la UAM. organizando congresos Internacionales de Arqueología Experimental en Santander (Cantabria) y Ronda (Málaga).
Al estar el grueso de sus investigaciones referidas al Paleolítico en la península ibérica, la mayoría de los proyectos que ha coordinado están vinculados a la Sierra Norte de la Comunidad de Madrid. No obstante, también ha trabajado en proyectos fuera de ese ámbito, como el "Programa de cooperación entre España y Georgia en materia de Arqueología prehistórica".
Está al frente del Laboratorio de Arqueología Experimental de la Universidad Autónoma de Madrid. Un espacio pionero dedicado a la investigación, docencia y difusión de la Arqueología (especialmente prehistórica) durante más de treinta años. Su amplia labor como divulgador científico ha sido reconocida con su nombramiento como Delegado del Rector en la Unidad de Cultura Científica de la Universidad Autónoma de Madrid en 2017 y hasta la actualidad. Además, ha sido Vicepresidente y Secretario de la red mundial EXARC sobre Arqueología Experimental. 